# المدى (حبيش)

تعديل مصدري - تعديل

المدى محلة تابعة لقرية جياء، التابعة لعزلة الصدر بمديرية حبيش إحدى مديريات محافظة إب في الجمهورية اليمنية، بلغ تعداد سكانها 47 حسب تعداد اليمن لعام 2004.